# Mpumalanga
Mpumalanga (/əmˌpuːməˈlɑːŋɡə/) tartomány a Dél-afrikai Köztársaságban. A név jelentése „kelet”, vagy szó szerint „a hely, ahol a nap felkel” mind szvázi, xhosza, ndebele és zulu nyelveken. Mpumalanga a Dél-afrikai Köztársaság keleti részén fekszik, Szvázifölddel és Mozambikkal határos. A Dél-afrikai Köztársaság szárazföldi területének 6,5%-át teszi ki. Limpopo északról, Gauteng nyugatról, Szabadállam délnyugatról és KwaZulu-Natal délről határolja. Fővárosa Mbombela.

## Története
1994 előtt Mpumalanga a mára megszűnt Transvaal tartomány része volt. A tartomány neve Kelet-Transvaal volt, 1994-es alapításától 1995. augusztus 24-ig. A tartomány megalakulása előtt a Kelet-Transvaal kifejezést Transvaal tartomány keleti részeire, avagy a festői-turisztikai területekre, mint például a Kruger Nemzeti Parkkal határos Escarpment és Mpumalanga Lowveldre használták.
Mpumalanga gazdag régészeti örökséggel rendelkezik. A tájat jellegzetes bokoni kőfalak tarkítják, amelyeket egy gyarmatosítás előtti pásztortársadalom épített i. sz. 1500 és 1820 között.

## Földrajza
A Drakensberg meredély Mpumalangát egy nyugati és egy keleti félre osztja. Mpumalanga nyugati fele főként a Highveldnek nevezett magas tengerszint feletti füves pusztából áll. Keleti fele alacsony tengerszint feletti magasságban helyezkedik el, és szubtrópusi Lowveld/Bushveld tájakkal illetve szavannai vidékkel tarkított. Ez utóbbi régióban található a Kruger Nemzeti Park déli fele. A Drakensberg a legtöbb helyen meghaladja a 2000 méteres magasságot, de Mpumalanga központi régiója a leghegyvidékesebb.
Mpumalanga az egyetlen dél-afrikai tartomány, amely Mozambik két tartományával (északkeleten Gáza tartomány, keleten Maputo tartomány), valamint Szváziföld mind a négy régiójával (Lubombo, Hhohho, Manzini és Shiselweni körzetek) határos.

## Fordítás
- Ez a szócikk részben vagy egészben  a   Mpumalanga című angol Wikipédia-szócikk ezen változatának fordításán alapul.  Az eredeti cikk szerkesztőit annak laptörténete sorolja fel. Ez a jelzés csupán a megfogalmazás eredetét és a szerzői jogokat jelzi, nem szolgál a cikkben szereplő információk forrásmegjelöléseként.